# Александро-Невский собор (Вятка)
Александро-Невский собор — утраченный православный храм в Вятке, заложенный 30 августа 1839 года и возведённый на добровольные пожертвования в память о посещении города императором Александром I в 1824 году.

## История
Торжественно заложен 30 августа 1839 года епископом Вятским и возведённый на добровольные пожертвования в память о посещении города императором Александром I в 1824 году.
Городской голова Вятки Иван Машковцев предложил воздвигнуть храм в честь государева святого — князя Александра Невского. Проект собора по заказу городского общества был осуществлён ссыльным академиком архитектором Александром Лаврентьевичем Витбергом, который участвовал в первой попытке строительства Храма Христа Спасителя в Москве. Для финансирования была открыта подписка на сооружение храма. В 1838 году был создан строительный комитет с участием И. С. Машковцева. Городской голова В. К. Аршаулов предложил местной думе карандашный рисунок архитектора Витберга и эскиз был принят. В октябре 1839 года Витберг подготовил чертежи плана, фасада и разреза храма. Проект был отослан в Священный Синод и Главное управление путей сообщения для утверждения.
Первоначально все работы по проектированию вятского собора Витберг выполнял бесплатно. Строительство успешно продолжалось до 1841 года, когда закончилась казна комитета. Пришлось опять начать сбор средств для храма. Комитет обратился к народу с призывом жертвовать на храм не только деньгами, но и излишками урожая. Также был издан литографированный рисунок с планом будущего собора, который продавался всем желающим. К 1847 году была наконец собрана значительная сумма и продолжили стройку.
В 1850 году на храм были подняты колокола. Витберг, находясь в эти годы в Санкт-Петербурге, не забывал свой собор. Он составил шаблоны для лепных работ и план трёх иконостасов. В 1851 году собор был отштукатурен, а в следующем году — сделан пол. В 1859 году была закончена резьба главного иконостаса, заказанная казанским мастерам, а на выполнение икон главного иконостаса комитет нанял академика Горбунова и художника Васильева из Петербурга. В 1863 году готовые иконы были привезены в Вятку. Всего на строительства храма было потрачено около 120 тысяч рублей.

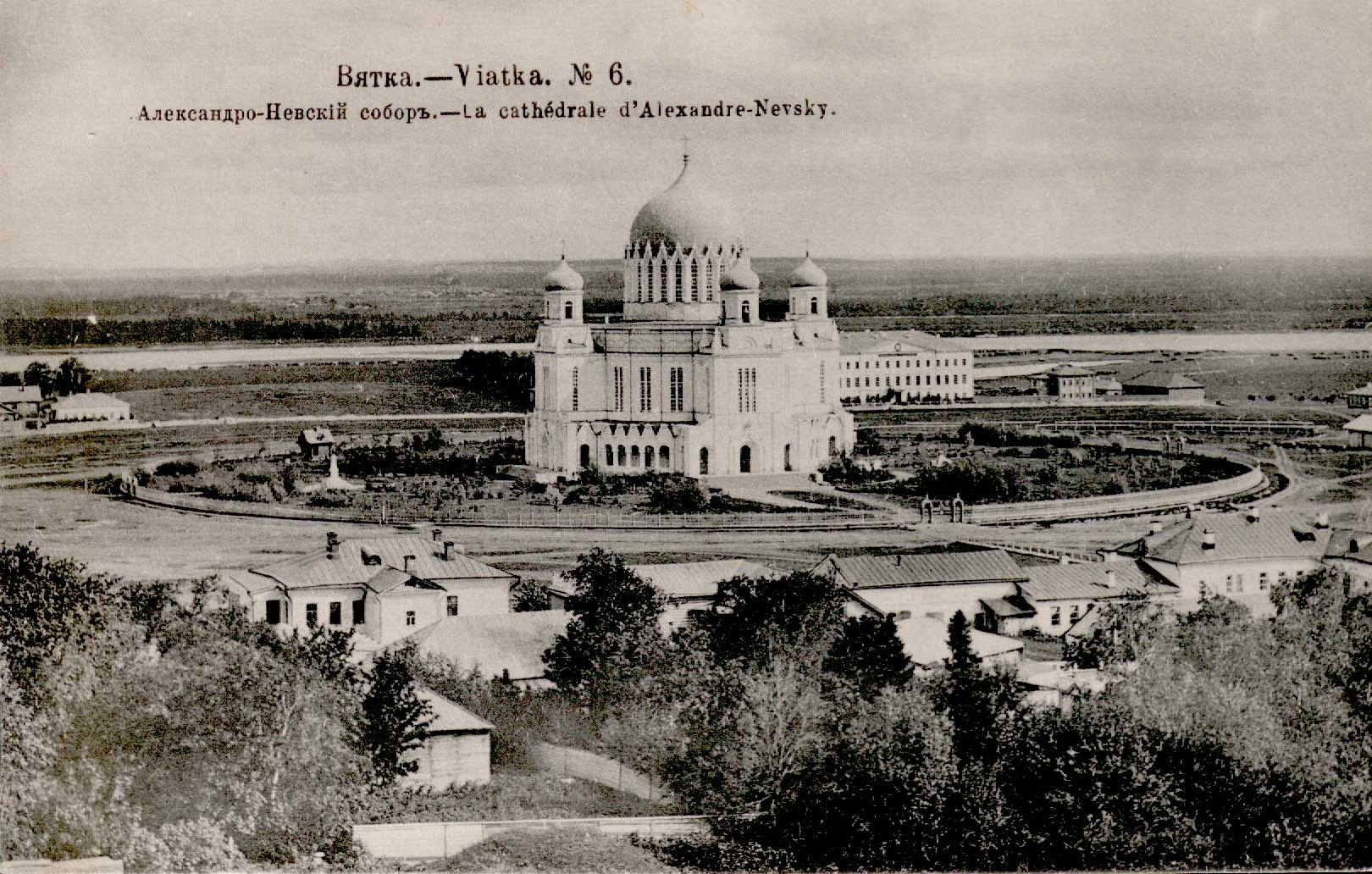
Вид Александро-Невского собора. Начало XX века

Главный престол Александровского собора был освящён в октябре 1864 года при большом стечении народа. Храм открыли ровно через сорок лет после посещения Вятки императором Александром Первым. Собор был 50 метров в высоту и столько же в диаметре. Храм объединял в себе черты разных эпох и стилей: и романских храмов средних веков, элементы готики, и декор старо-русских и поздних «ампирных» храмов. Открытый взору с дальних точек, он подчинил себе застройку не только Хлебной площади (получившей по собору название Александровской), но и всей южной части города. По дизайну храм напоминает московский Храм Христа Спасителя. Автор проекта не дожил до его освящения — Витберг скончался в январе 1855 года.
В 1895 году вокруг собора был устроен сквер, окружённый чугунной оградой. В 1896 году в северной части сквера установлен бронзовый бюст Александра III, отлитый в Петербурге.
После событий 1917 года в 1925 году у местных властей возникла идея перестроить собор под театр. В 1932 году теперь президиум Вятгорсовета захотел Александровский собор перестроить под дворец физкультуры, но Нижегородский крайисполком отказался утвердить это. В 1935 году местный Горсовет направил в Комитет по охране памятников при Президиуме ВЦИК запрос на снос нескольких храмов в городе, для этого требовалось исключить их из списка памятников, охраняемых государством.
Позже, в 1936 году последовало ещё одно ходатайство о сносе собора. В 1937 году памятник архитектуры государственного значения по настоянию президиума горсовета и облисполкома с разрешения ВЦИК был исключён из списка охраняемых государством и взорван на кирпич.
В настоящее время на месте Александро-Невского собора располагается здание Вятской областной филармонии, построенное в 1963 году. Инициативная группа в Кирове выступила с предложением восстановить на этом месте Александро-Невский собор.

Александро-Невский собор
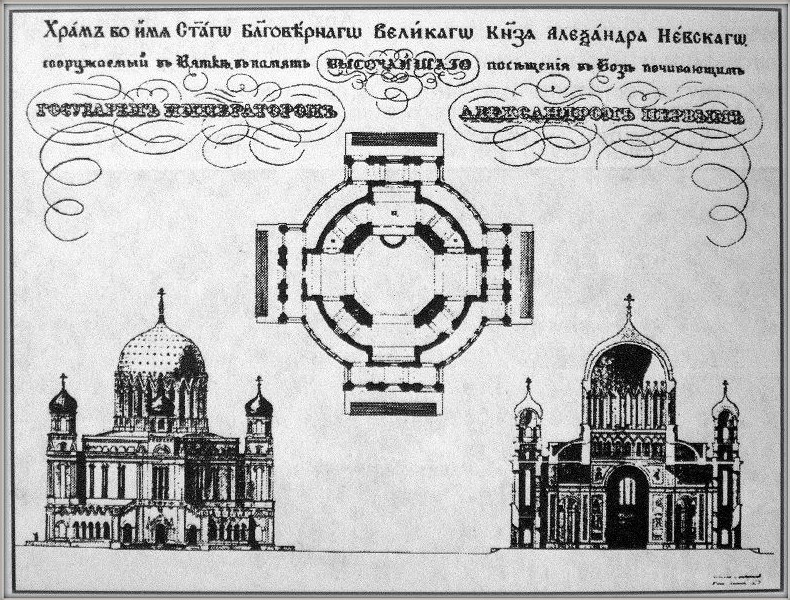
План собора. Литография 1840-х годов
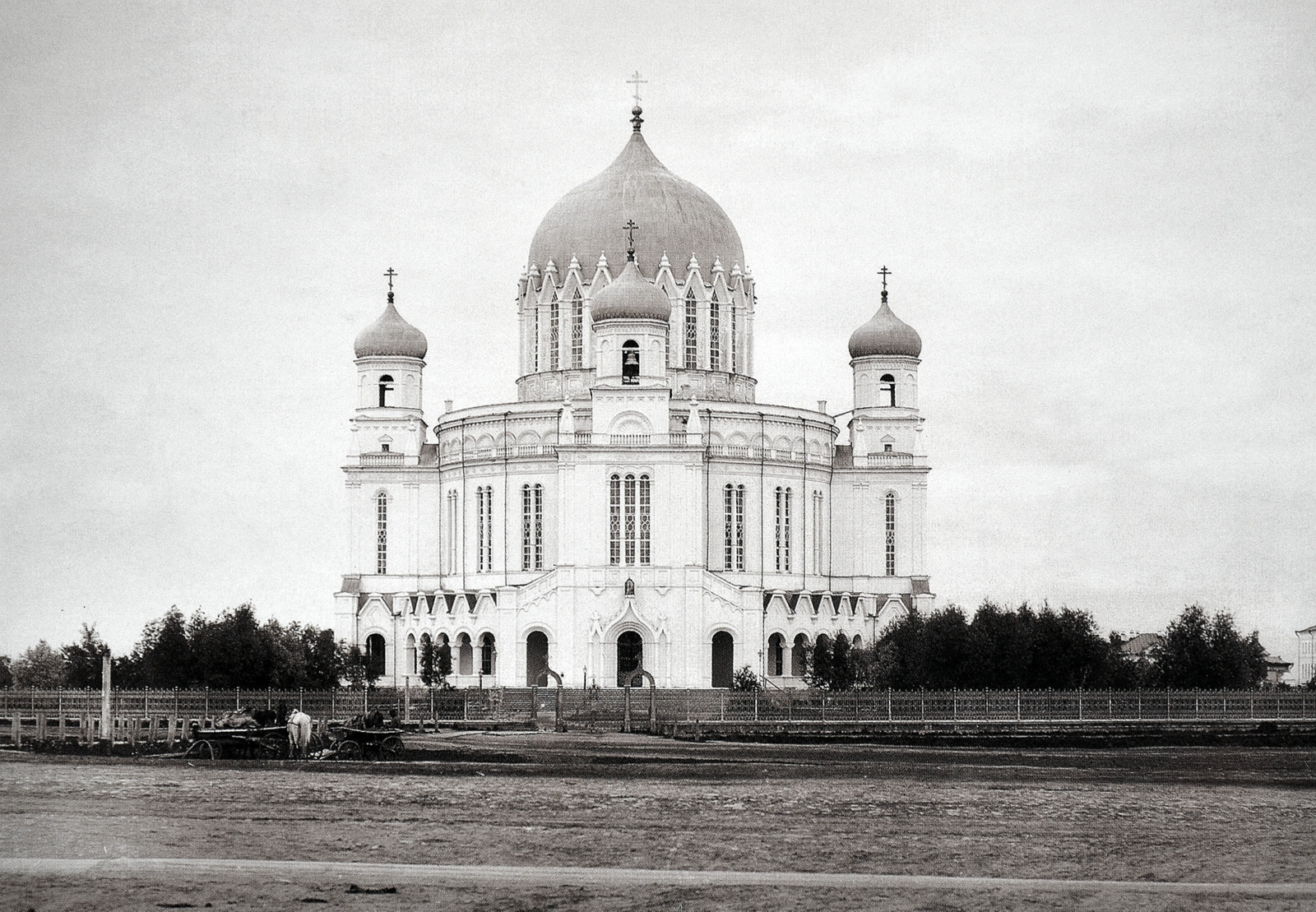
Собор в 1910-х годах
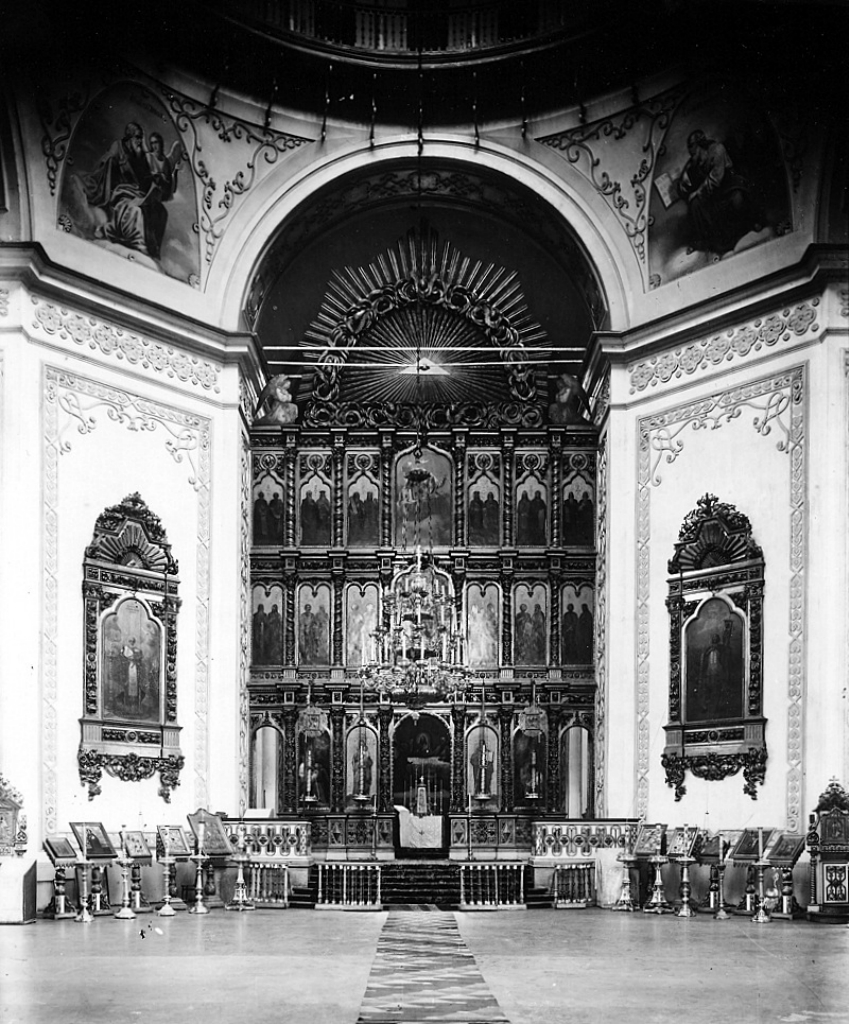
Главный иконостас собора
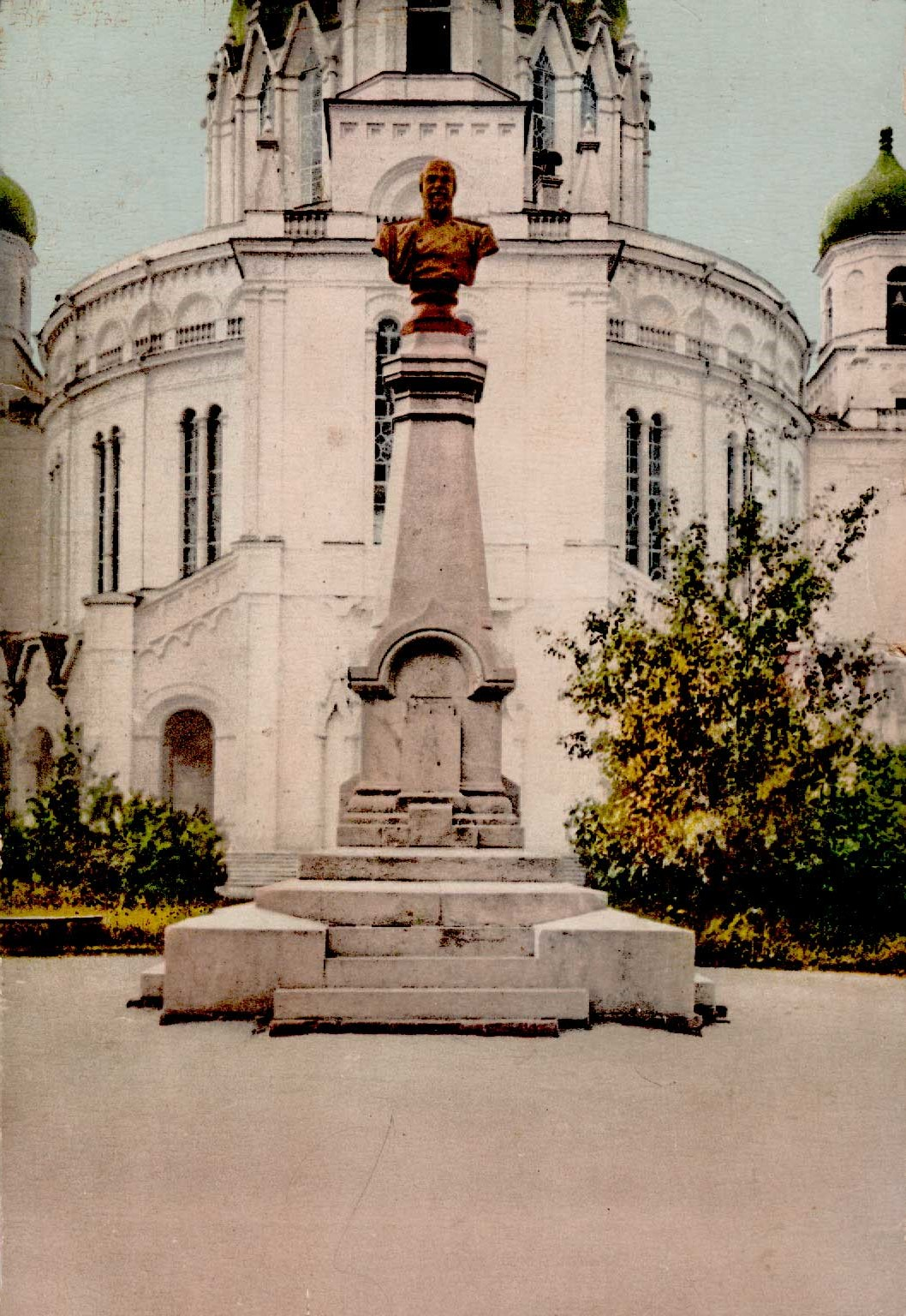
Бюст Александра III около собора
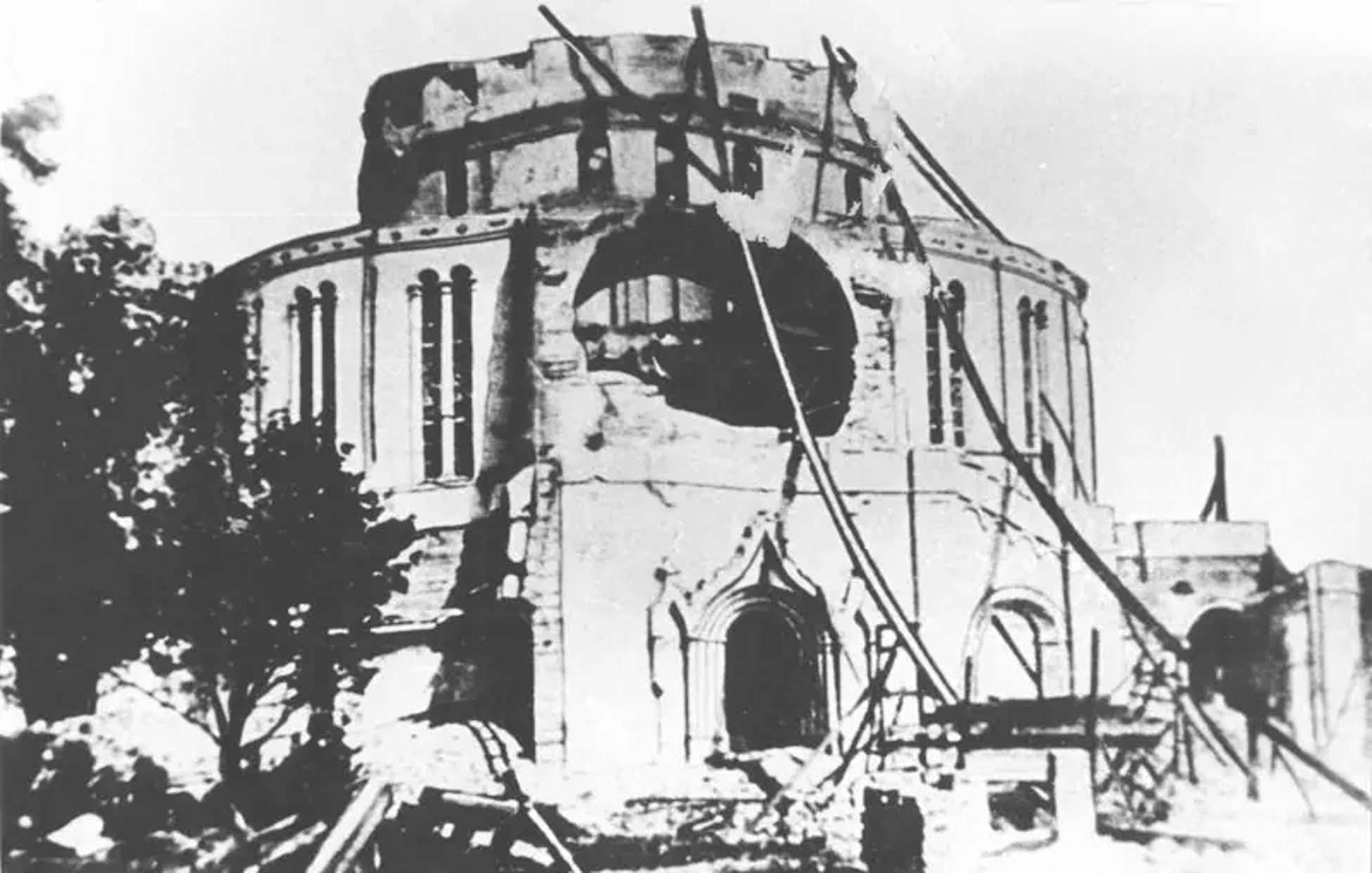
Разрушение Александро-Невского собора